# Radcross Illnau
Le Radcross Illnau est une compétition de cyclo-cross disputée à Illnau-Effretikon, en Suisse. Elle fait partie du calendrier international de la saison de cyclo-cross.

## Palmarès

### Hommes
| Année | Vainqueur             | Deuxième              | Troisième        |
| ----- | --------------------- | --------------------- | ---------------- |
| 2011  | Marcel Wildhaber      | Mathias Flückiger     | René Lang        |
| 2012  | Julien Taramarcaz     | Enrico Franzoi        | Simon Zahner     |
| 2013  | Pas de course         | Pas de course         | Pas de course    |
| 2014  | Tim Merlier           | Arnaud Grand          | Simon Zahner     |
| 2015  | Dieter Vanthourenhout | Marcel Wildhaber      | Simon Zahner     |
| 2016  | Jens Adams            | Gioele Bertolini      | Wietse Bosmans   |
| 2017  | David van der Poel    | Marcel Wildhaber      | Simon Zahner     |
| 2018  | David van der Poel    | Dieter Vanthourenhout | Thomas Joseph    |
| 2019  | Antoine Benoist       | Marcel Wildhaber      | Nicola Rohrbach  |
| 2020  | Pas de course         | Pas de course         | Pas de course    |
| 2021  | Kevin Kuhn            | Timon Rüegg           | Gioele Bertolini |
| 2022  | Kevin Kuhn            | David Menut           | Finn Treudler    |
| 2023  | Kevin Kuhn            | Timon Rüegg           | Finn Treudler    |
| 2024  | Kevin Kuhn            | Loris Rouiller        | Gioele Bertolini |

### Femmes
| Année | Vainqueur                 | Deuxième                  | Troisième           |
| ----- | ------------------------- | ------------------------- | ------------------- |
| 2014  | Marlène Petit             | Olivia Hottinger          | Lise-Marie Henzelin |
| 2015  | Hanka Kupfernagel         | Alice Maria Arzuffi       | Lise-Marie Henzelin |
| 2016  | Évita Muzic               | Jasmin Egger-Achermann    | Maëlle Grossetête   |
| 2017  | Marlène Morel-Petitgirard | Jasmin Egger-Achermann    | Rebecca Gariboldi   |
| 2018  | Laura Verdonschot         | Marlène Morel-Petitgirard | Nikki Brammeier     |
| 2019  | Geerte Hoeke              | Rebecca Gariboldi         | Zina Barhoumi       |
| 2020  | Pas de course             | Pas de course             | Pas de course       |
| 2021  | Hélène Clauzel            | Gaia Realini              | Suzanne Verhoeven   |
| 2022  | Hélène Clauzel            | Sara Casasola             | Rebecca Garibaldi   |
| 2023  | Hélène Clauzel            | Évita Muzic               | Francesca Baroni    |
| 2024  | Léa Stern                 | Léa Krähemann             | Maïté Barthels      |